# Rose Hill (Illinois)
Rose Hill és una població dels Estats Units a l'estat d'Illinois. Segons el cens del 2000 tenia 79 habitants.

## Demografia
Segons el cens del 2000, Rose Hill tenia 79 habitants, 36 habitatges, i 21 famílies. La densitat de població era de 48,4 habitants/km².
Dels 36 habitatges en un 25% hi vivien nens de menys de 18 anys, en un 44,4% hi vivien parelles casades, en un 11,1% dones solteres, i en un 38,9% no eren unitats familiars. En el 33,3% dels habitatges hi vivien persones soles el 8,3% de les quals corresponia a persones de 65 anys o més que vivien soles. El nombre mitjà de persones vivint en cada habitatge era de 2,19 i el nombre mitjà de persones que vivien en cada família era de 2,77.
Per edats la població es repartia de la següent manera: un 17,7% tenia menys de 18 anys, un 5,1% entre 18 i 24, un 27,8% entre 25 i 44, un 26,6% de 45 a 60 i un 22,8% 65 anys o més.
L'edat mediana era de 45 anys. Per cada 100 dones de 18 o més anys hi havia 103,1 homes.
La renda mediana per habitatge era de 30.938 $ i la renda mediana per família de 39.167 $. Els homes tenien una renda mediana de 40.000 $ mentre que les dones 26.250 $. La renda per capita de la població era de 17.510 $. Cap de les famílies i el 2,2% de la població estaven per davall del llindar de pobresa.

## Poblacions més properes
El següent diagrama mostra les poblacions més properes.